# Nový Jičín
Nový Jičín (in tedesco Neutitschein, in polacco Nowy Jiczyn) è una città della Repubblica Ceca, capoluogo del distretto omonimo nella regione di Moravia-Slesia. Ha circa 24 000 abitanti. La città è situata sugli speroni dei Monti Carpazi.

## Amministrazione

### Gemellaggi
- Novellara, dal 1964